# Istruzione a San Marino
L'istruzione a San Marino è modellata su quella italiana e tutti i titoli di studio sammarinesi dal 1983 sono riconosciuti anche in Italia. 
Nota positiva dell'istruzione sammarinese è il fatto che, fino alla Scuola secondaria superiore, lo Stato l'abbia resa completamente gratuita. Nel quinquennio della Scuola secondaria superiore gli studenti hanno come unica spesa i libri di testo, che vengono poi in seguito rimborsati quasi del tutto.

## Struttura degli studi
L'ordinamento sammarinese prevede diversi livelli di studio:
- Asilo nido  (per bambini dai 3 mesi ai 3 anni, non obbligatoria).
- Scuola dell'infanzia (per bambini dai 3 ai 6 anni, non obbligatoria).
- Scuola primaria (per bambini dai 6 agli 11 anni, obbligatoria).
- Scuola secondaria di primo grado (per ragazzi dagli 11 ai 14 anni, obbligatoria).
- Scuola secondaria di secondo grado (obbligatoria per ragazzi dai 14 ai 16 anni, non obbligatoria per ragazzi dai 16 ai 19 anni).
- Centro Formazione Professionale (obbligatoria per ragazzi dai 14 ai 17 anni, non obbligatoria per ragazzi dai 16 ai 17 anni).

## Istruzione prescolastica e scolastica

### Asili nido e scuole dell'infanzia
A San Marino sono presenti sette asili nido:
- Nido Aquilone - Falciano
- Nido Arcobaleno - Dogana
- Nido Bruco Verde - Acquaviva
- Nido Coccinella - Città di San Marino
- Nido Mongolfiera - Dogana
- Nido Peter Pan - Cailungo
- Nido Pollicino - Cailungo

e quattordici Scuole dell'infanzia:
- Plesso Arcobaleno - Cailungo
- Plesso Balena Azzurra - Cà Ragni
- Plesso Biancospino - Borgo Maggiore
- Plesso Drago Magico - Dogana
- Plesso Giardino - Murata
- Plesso Girasoli - Falciano
- Plesso Grillo Parlante - Montegiardino
- Plesso Il castello - Serravalle
- Plesso Girotondo - Acquaviva
- Plesso Margherita - Città di San Marino
- Plesso Scrigno - Domagnano
- Plesso Il Sentiero - Chiesanuova
- Plesso Tappeto Volante - Faetano
- Plesso Vecchio Pozzo - Fiorentino

### Scuole elementari
A San Marino sono presenti tredici scuole elementari:
- Plesso Arcobaleno - Cailungo
- Plesso Faro Bianco - Acquaviva
- Plesso Il Giardino dei Ciliegi - Chiesanuova
- Plesso Il Mulino - Faetano
- Plesso Il Nostro Mondo - Fiorentino
- Plesso Il Torrente - Dogana
- Plesso La Ginestra - Cà Ragni
- Plesso La Primavera - Serravalle
- Plesso La Quercia - Murata
- Plesso La Sorgente - Città di San Marino
- Plesso L'Olivo - Falciano
- Plesso L'Olmo - Montegiardino
- Plesso Scuolapiù - Domagnano

### Scuole medie
A San Marino è presente una scuola media unificata dal 2013 costituita da due plessi, uno a Fonte dell'Ovo inaugurata nel 1963 e una a Serravalle inaugurata nel 1982.

### Scuola secondaria superiore
A San Marino ha sede solo una scuola secondaria superiore a Città di San Marino aperta nel 1883. La scuola è suddivisa in Liceo Classico, Liceo Scientifico, Liceo Linguistico, Liceo Economico Sociale ed Istituto Tecnico.

### Centro Formazione Professionale
A San Marino ha sede un Centro Formazione Professionale con corsi di qualifica triennale industria e artigianato, servizi, servizi alla persona e ristorazione.